# Georg Arbogast von und zu Franckenstein
Georg Eugen Heinrich Arbogast Reichfreiherr von und zu Franckenstein, född 2 juli 1825 i Würzburg, död 22 januari 1890 i Berlin, var en tysk politiker.
Franckenstein ägnade sig i yngre år huvudsakligen åt förvaltningen av sina stora gods i Bayern och tillhörde sedan 1847 som ärftlig medlem bayerska riksrådet. Han röstade såväl mot Bayerns deltagande i fransk-tyska kriget 1870-71 som mot dess inträde i Tyska riket. Av tyska riksdagen blev han ledamot 1872 och var 1879-87 dess förste vicepresident. Från 1881 till sin död var han president i bayerska riksrådet. 
Franckensteins namn som politiker är främst förknippat med riksfinans- och tullreformen av 1879 samt den bayerska skattereformen av 1881. Efter långvariga förtroliga förhandlingar mellan Otto von Bismarck å ena sidan samt det romersk-katolska Centrumpartiets ledare Ludwig Windthorst och Franckenstein å den andra framlade Franckenstein den 20 juni 1879 i riksdagen det på en kompromiss mellan Centrumpartiet och Tysk-konservativa partiet  beroende så kallade Franckensteinska förslaget ("Klausel Franckenstein"), enligt vilket den avkastning av tullar och tobaksskatt, som på ett år översteg 130 miljoner mark, skulle tillfalla de särskilda tyska staterna i förhållande till deras folkmängd. Idén härtill kom sannolikt från Windthorst, och ej heller formuleringen var Franckensteins, men han täckte förslaget med sitt ansedda namn och såg i detta ett välkommet botemedel mot den av honom ofta påvisade fara, varmed riksbeskattningens utvidgning hotade de enskilda staternas inkomstkällor och finansiella självständighet. Vid 1881 års bayerska finansreform strävade han av socialpolitiska skäl att befria de lägsta inkomsttagarna från den nya inkomstskatten. 
I riksdagsarbetet gjorde Franckenstein för övrigt en betydelsefull insats som ordförande i de utskott 1881-89, ur vilkas verksamhet den nya tyska ålderdoms- och olycksfallsförsäkringslagstiftningen framgick. Han visade stor skicklighet i att utjämna politiska motsättningar, inte minst mellan de högkonservativa magnaterna från Sydtyskland och de demokratiska ledamöterna från Nordtyskland inom Centrumpartiet, till vars starka sammanhållning han därigenom i hög grad bidrog.